# أندرويد 12
أندرويد 12 هو الإصدار الرئيسي الثاني عشر والإصدار التاسع عشر من أنظمة تشغيل الهاتف المحمول أندرويد، وهو نظام طوره الاتحاد المفتوح للهواتف النقالة بقيادة جوجل. أُصدرت أول نسخة تجريبية في 18 مايو 2021.

## التاريخ
أعلن عن أندرويد 12 في منشور على مدونة أندرويد في 18 فبراير 2021. وأُصدرت نسخة للمطورين بعده مباشرة، مع التخطيط لإصدار نسختين إضافيتين في الشهرين التاليين. بعد ذلك، خُطط لأربعة إصدارات تجريبية شهرية، بدءًا من شهر مايو إلى أن يستقر النظام ويكون هو الأساسي في أغسطس، وسيتوفر للعامة بعد ذلك بوقت قصير
أُصدرت النسخة الثانية للمطورين في 17 مارس 2021، تبع ذلك نسخة ثالثة في 21 أبريل 2021. وأُصدرت أول نسخة تجريبية بعد ذلك في 18 مايو 2021، وتبعها ثانية في 9 يونيو 2021.

## المميزات

### واجهة المستخدم
يقدم أندرويد 12 تحديثًا رئيسيًا للغة تصميم المواد لنظام التشغيل تسمى "Material You"، والتي تتميز بأزرار أكبر، والكثير من الرسوم المتحركة، ومظهر جديد لأدوات الشاشة الرئيسية. ستسمح الميزة التي تحمل الاسم الرمزي "monet" لنظام التشغيل بإنشاء سمة ملونة تلقائيًا لقوائم النظام والتطبيقات المدعومة لتكن مطابقة لألوان خلفية المستخدم. وغُير موقع المنزل الذكي والمحفظة من قائمة الطاقة في أندرويد 11 إلى مركز الإشعارات، وإعادة تعيين مساعد جوجل للضغط على زر الطاقة.
يدعم أندرويد 12 أيضًا أخذ لقطات شاشة طويلة.

### النظام
أجريت تحسينات على أداء خدمات النظام مثل WindowManager و PackageManager وخادم النظام والمقاطعات. كما سيوفر تحسينات في إمكانية الوصول لمن يعانون من إعاقات بصرية، وأضيف Android Runtime إلى مشروع التحديثات، مما يسمح بتشغيله عبر متجر جوجل.
أضاف أندرويد 12 أيضا دعمًا للصوت المحيطي وترميز الصوت MPEG-H 3D، وسيدعم تحويل ترميز الفيديو HEVC للتوافق مع التطبيقات غير المدعومة. ستعمل واجهة برمجة تطبيقات «إدراج المحتوى الغني» على تسهيل القدرة على نقل النص المنسق والوسائط بين التطبيقات، عبر الحافظة مثلا.

### الخصوصية
ستوضع حماية وظيفة التعلم الآلي على مستوى نظام التشغيل تحت عنوان "Android Private Compute Core"، ومن الواضح أن الوصول إلى الشبكة محظور.
أصبح من الممكن الآن تقييد التطبيقات للوصول إلى بيانات الموقع «التقريبية» فقط بدلاً من الموقع «الدقيق». أضيفت عناصر التحكم الخاصة بتعطيل الكاميرا والميكروفون إلى الإعدادات السريعة، وستعرض على الشاشة إن كانت نشطة.

## وصلات خارجية
- الموقع الرسمي